# Wodąca (gromada)
Wodąca – dawna gromada, czyli najmniejsza jednostka podziału terytorialnego Polskiej Rzeczypospolitej Ludowej w latach 1954–1972.
Gromady, z gromadzkimi radami narodowymi (GRN) jako organami władzy najniższego stopnia na wsi, funkcjonowały od reformy reorganizującej administrację wiejską przeprowadzonej jesienią 1954 do momentu ich zniesienia z dniem 1 stycznia 1973, tym samym wypierając organizację gminną w latach 1954–1972.
Gromadę Wodąca z siedzibą GRN w Wodącej (obecnie część miasta Bukowno) utworzono 31 grudnia 1959 w powiecie olkuskim w woj. krakowskim z obszaru zniesionych gromad Bukowno-Wieś i Podlipie. 
W kwietniu 1969 dla gromady ustalono 18 członków gromadzkiej rady narodowej.
1 stycznia 1970 gromada składała się ze wsi: (Stare) Bukowno, Podlipie i Wodąca. Według stanu z 1 stycznia 1971 składała się z 5 sołectw: Bukowno-Wieś (1509 mieszkańców), Krążek (232), Podlipie (1336), Przymiarki (126) i Wodąca (680) – łącznie 3883 mieszkańców.
Gromada przetrwała do końca 1972 roku, czyli do kolejnej reformy gminnej.